# Dengang i tyverne - da byen flyttede på landet
Dengang i tyverne - da byen flyttede på landet er en dansk dokumentarfilm fra 1985 med instruktion og manuskript af Jimmy Andreasen.

## Handling
Filmen handler om bolignøden i København omkring 1915 og den deraf følgende udvandring til de omliggende landsbyer. Specielt behandles de problemer som de udvandrende arbejdere måtte slås med i landsbysamfundet Hvidovre, der nægtede at optage de nye indbyggere.